# Dane Lloyd
Dane Lloyd est un homme politique canadien, député conservateur  de Parkland depuis le 28 avril 2025 à la Chambre des communes du Canada. Avant la dernière élection, il était député de l'ancienne circonscription de Sturgeon River—Parkland de 2017 à 2025.

## Biographie
Issu d'une famille de fermier de Spruce Grove, il obtient un diplôme en histoire et en études politiques de l'Université Trinity Western en 2013. Il est officier d'infanterie dans la réserve des Forces armées canadiennes.
Il travaille ensuite pour différentes figure du Parti conservateur du Canada. Il collabore ainsi avec Ed Fast au ministère du Commerce international puis avec Jason Kenney au ministère de la Citoyenneté et de l'Immigration. En 2015, il devient conseiller parlementaire du député St. Albert—Edmonton, Michael Cooper. 
À la suite de la démission de Rona Ambrose, il est désigné candidat conservateur dans Sturgeon River—Parkland pour la partielle à venir. Malgré une polémique révélant des propos sexistes qu'il a tenu sur les réseaux sociaux, il est largement élu le 23 octobre 2017, obtenant plus de 77 % des suffrages exprimés.

## Résultats électoraux
|  | Candidat         | Parti             | #     | %       |
|  | ---------------- | ----------------- | ----- | ------- |
|  | Dane Lloyd       | Conservateur      | 16125 | 77,36 % |
|  | Brian Gold       | Libéral           | 2508  | 12,03 % |
|  | Shawna Gawreluck | Néo-Démocrate     | 1606  | 7,70 %  |
|  | Ernest Chauvet   | Héritage Chrétien | 605   | 2,90 %  |
|  | Total            |                   | 20844 | 100 %   |